# Отрицательная обратная связь

Обобщённый контур обратной связи. При отрицательной обратной связи один из элементов (А или В) имеют отрицательный коэффициент передачи.

Отрица́тельная обра́тная связь (ООС) — вид обратной связи, при котором изменение выходного сигнала системы приводит к такому изменению входного сигнала, которое противодействует первоначальному изменению.
Иными словами, ООС — это такое обратное влияние выхода системы на вход, которое уменьшает действие входного сигнала на систему.
- Если обратная связь может полностью компенсировать («подавить») входящий сигнал, система относится к классу регуляторов (поплавковый механизм) или следящих усилителей (гидроусилитель).
- Если же обратная связь компенсирует только часть входного сигнала, то влияние входа на систему (и выход) будет меньше, но более стабильное («чёткое»), так как случайные изменения параметров системы, и, соответственно, колебания выхода, будут в значительной степени скомпенсированы контуром обратной связи.

ООС делает систему более устойчивой к изменению параметров.
Методы математического анализа систем, в том числе и охваченных ООС, подробно рассматриваются в теории автоматического управления.

## Бытовой пример ООС

Поплавковый регулятор уровня жидкости использует отрицательную обратную связь для поддержания уровня жидкости в сосуде

Одним из самых простых примеров может служить устройство регулятора уровня простейшего сливного унитазного бачка. По мере наполнения сливного бачка уровень воды в нём поднимается, это приводит к всплыванию поплавка, с которым механически связан водяной клапан. Перемещение клапана перекрывает дальнейшее поступление воды.

## ООС в электротехнике

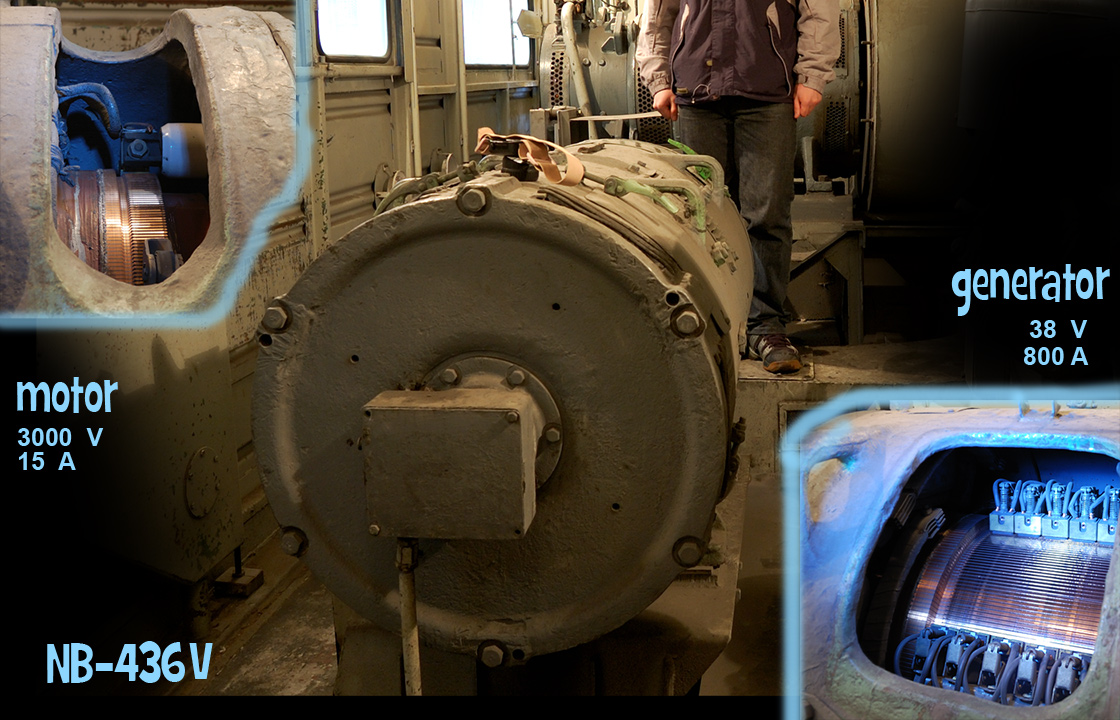
Электромашинный преобразователь электровоза ВЛ10 — агрегат, реализующий отрицательную обратную связь по току

Огромное значение отрицательная обратная связь имеет при выработке электроэнергии для стабилизации параметров качества электроэнергии — напряжения и частоты. При колебаниях электрической нагрузки изменяется падение напряжения на обмотках генератора и отводящих проводах, то есть изменяется выходное напряжение генератора, а нередко изменяются и обороты генератора, особенно в тех случаях, когда генератор установлен не как вспомогательный агрегат (например, на двигателе автомобиля или самолёта), а является главным генератором электростанции или тепловоза и колебания его мощности оказывают большое влияние на приводной двигатель. При колебаниях оборотов также изменяется напряжение генератора, так как ЭДС генератора пропорциональна оборотам, а если генератор вырабатывает переменный ток — то и частота. Поэтому в паре практически с каждым генератором, используемым для электроснабжения (сюда не входят тахогенераторы и другие специальные электромашины), работает один или несколько регуляторов с отрицательной обратной связью.
Регулятор напряжения (РН) практически всегда управляет возбуждением (магнитным потоком в обмотке возбуждения) генератора, регулируя в ней ток — при снижении напряжения регулятор увеличивает ток возбуждения, ЭДС генератора растёт и напряжение восстанавливается; при повышении напряжения происходит обратный процесс. РН может быть установлен в самом генераторе, как это сделано в большинстве современных автомобильных генераторов — регулятор выполнен в одном корпусе со щётками, подающими ток возбуждения на ротор (на жаргоне этот блок называется «таблетка» за характерную форму корпуса регулятора), может быть установлен отдельно — например, на большинстве летательных аппаратов генераторы установлены на двигателях, то есть в негерметичной зоне, а блоки регулирования — в фюзеляже возле распредустройств, то есть отрицательная обратная связь учитывает падение напряжения и на обмотках генератора, и на проводах от генератора до РН.
Регуляторы частоты ввиду разнообразия типов приводных двигателей и соотношений мощности генератора и двигателя бывают самыми различными. В некоторых случаях достаточно работы собственного регулятора приводного двигателя, например, клапана холостого хода инжекторного двигателя или регулятора дизеля — в этом случае в контур ООС генератор не входит вообще, регулятор двигателя, обнаруживая уменьшение оборотов (при росте нагрузки генератора) или их повышение (при уменьшении нагрузки) соответственно увеличивает или уменьшает подачу топлива. В других случаях двигатель и генератор связаны той или иной обратной связью — например, в регуляторах тепловозных дизелей установлен реостат (напр., в регуляторе ЧМЭ3) или индуктивный датчик (в регуляторе 2ТЭ116 и др.), который при большой нагрузке дизеля уменьшает возбуждение главного генератора, защищая дизель от перегрузки.
Также между двигателем и генератором может иметься то или иное устройство регулирования частоты — например, в конструкцию аэродромного источника питания АПА-50 входит гидромуфта переменного наполнения, а самолётные генераторы переменного тока, стоящие на основных двигателях, зачастую установлены на приводах постоянных оборотов. ППО может быть как чисто механическим (воздушный ППО-40, гидростатический ГП21), так и иметь электроуправление — так, на Ту-154М, Ил-76 и некоторых других самолётах стоят блоки регулирования частоты БРЧ-62, подстраивающие ППО при отклонении частоты генераторов от номинальной (400 Гц).
Отрицательная обратная связь широко используется в тяговых приводах локомотивов. Наиболее простой пример — противокомпаундная обмотка возбудителя (небольшого генератора, вырабатывающего ток возбуждения основных двигателей). Она намотана на полюсах возбудителя вместе с основной (независимой) обмоткой возбуждения и по ней течёт ток тяговых двигателей, но направление тока в ней таково, что её магнитный поток действует против потока основной обмотки. Если ток двигателей мал, то она не оказывает особого влияния на результирующий поток возбуждения, но по мере роста тока поток противокомпаундной обмотки растёт и результирующий поток падает. В итоге падает напряжение возбудителя, а с ним и ток тяговых двигателей.
Эта ООС важна на тепловозах для предотвращения боксования и перегрузки оборудования, на электровозах ВЛ8, ВЛ10, ВЛ11 и других, где для возбуждения двигателей при электроторможении (рекуперации) установлен преобразователь с противокомпаундной обмоткой — для предотвращения юза и перегрузки оборудования. При рекуперации, если внезапно снижается напряжение контактной сети (включение тяги на другом электровозе, отключение подстанции), то резко возрастает ток рекуперации, так как увеличивается разность напряжений контактной сети и тяговых двигателей, работающих в режиме генераторов, а с током возрастает и тормозная сила, вплоть до срыва колёсных пар в юз. Но ток, протекая через противокомпаундную обмотку, уменьшает напряжение преобразователя, ток возбуждения и, следовательно, напряжение двигателей, уменьшая разность напряжений между сетью и двигателями. Обратный процесс происходит при повышении напряжения сети.
В системах возбуждения генераторов тепловозов, более сложных, чем система с многообмоточным возбудителем, существуют несколько контуров ООС — по току (выполненный на датчике тока той или иной конструкции), напряжению (защищает оборудование от чрезмерного роста напряжения главного генератора), по боксованию (при боксовании, то есть увеличении частоты вращения одной или нескольких колёсных пар из-за потери сцепления с рельсами, уменьшает или полностью снимает возбуждение генератора) и др.

## ООС в электронике
Первым использовать идею отрицательной обратной связи в электронике впервые предложил Гарольд Блэк (Harold Black) для улучшения линейности усиления для межконтинентальных телекоммуникаций. Суть идеи состоит в том, чтобы пожертвовать частью коэффициента усиления ради улучшения линейности выходного сигнала. Классический электронный усилитель сигнала (электронная лампа, полевой транзистор и др.) вносит нелинейные искажения в форму сигнала. Следовательно, вычитая из входного сигнала долю выходного сигнала, делённую на коэффициент усиления, можно получить форму самих нелинейных искажений. Затем, наложив обратные искажения на входной сигнал можно добиться скомпенсированного сигнала, который, пройдя через усилитель, будет иметь сниженную нелинейность.
Пример использования отрицательной обратной связи — построение усилителя со стабильным коэффициентом усиления на основе операционного усилителя (ОУ).

Неинвертирующий усилитель построенный на ОУ

Пусть дан некоторый ОУ с коэффициентом усиления порядка 106. На основе этого ОУ нужно построить усилитель с высоким входным сопротивлением и коэффициентом усиления +3 (для неинвертирующего усилителя выражение для коэффициента усиления: {\displaystyle K=1+R2/R1}).
Для этого на инвертирующий вход ОУ устанавливается заземлённый резистор с сопротивлением в несколько килоом, его величина некритична (допустим, 7 кОм), а в цепь обратной связи — резистор с номиналом точно в 2 раза большим.
Точная аналитическая формула показывает, что такой способ построения усилителей с точно заданным коэффициентом усиления является приближённым, однако, в силу большой величины коэффициента усиления ОУ при разомкнутой обратной связи, погрешность заданного коэффициента усиления оказывается много меньше, чем от неточности сопротивлений резисторов и составляет сотые доли процента.
Обычно ООС улучшает параметры усилителя, однако это справедливо в общем случае только для усиления постоянного тока или низких частот. Поскольку с повышением частоты задержка, вносимая усилителем, начинает давать существенный фазовый сдвиг усиливаемого сигнала, то и ООС работает уже не в соответствии с расчётом. Если и далее повышать частоту, то, когда длительность задержки станет близка к длительности одного полупериода сигнала (то есть, около 180 градусов по фазовому сдвигу), то ООС превратится в положительную обратную связь (ПОС), а усилитель, при коэффициенте усиления в петле обратной связи более 1, — в генератор. В таком случае, для предотвращения самовозбуждения цепь ООС должна делаться частотно-зависимой.
В СВЧ-усилителях обратная связь неприменима, поэтому стабилизировать усиление СВЧ-каскадов сложнее. Однако, если нужно стабилизировать не усиление, а амплитуду (мощность) выходного сигнала, это легко реализовать в виде автоматической регулировки усиления (АРУ).
ООС часто применяется в стабилизаторах напряжения.

## Отрицательная обратная связь в живых системах
Отрицательная обратная связь широко используется живыми системами разных уровней организации — от клетки до экосистем — для поддержания гомеостаза. Например, в клетках на принципе отрицательной обратной связи основаны многие механизмы регуляции работы генов (например, триптофановый оперон), а также регуляция работы ферментов (ингибирование конечным продуктом метаболического пути). В организме на этом же принципе основана система гипоталамо-гипофизарной регуляции функций, а также многие механизмы нервной регуляции, поддерживающие отдельные параметры гомеостаза (терморегуляция, поддержание постоянной концентрации диоксида углерода и глюкозы в крови и др.). В популяциях отрицательные обратные связи (например, обратная зависимость между плотностью популяции и плодовитостью особей) обеспечивают гомеостаз численности популяции.
Отрицательная обратная связь может быть использована для нормализации массы тела человека при ожирении, для чего калорийность рациона периодически (например, еженедельно), корректируется посредством отслеживания динамики массы тела. Подобная корректировка неоднократно применялась диетологами в исследованиях (например, Minnesota Starvation Experiment, Миннесотский голодный эксперимент, 1944/45 годах). Рацион испытуемых, близких к «идеальному» весу, корректировался так, чтобы поддерживать баланс калорийности пищи, а рацион людей с недостаточным или избыточным весом корректировался таким образом, чтобы приблизить их к идеальному весу. Длительность периода корректировки веса посредством ООС составляла 12 недель.
Общий принцип действия отрицательной обратной связи в живых организмах — рецептор («детектор») принимает раздражение из окружающей среды и с помощью нервной системы передает сигнал о раздражении в той или иной части тела в «регулятор». Далее, информация о раздражении передается в эффектор, который вырабатывает гормоны поступающие в кровь. Таким образом, отклонение, вызванное воздействием окружающей среды в организме уменьшается. Этот принцип можно рассмотреть на примере регуляции уровня тироксина в крови.